# Acetato di propile
L'acetato di propile, chiamato anche propil acetato, è un composto chimico di formula bruta C5H10O2. È usato come solvente e si presenta come un liquido trasparente dal caratteristico odore di pere. Per questo motivo viene usato nella preparazione di fragranze e come additivo alimentare. Viene preparato mediante esterificazione dell'acido acetico e dell'1-propanolo.